# Chaetophiloscia grayi
Chaetophiloscia grayi är en kräftdjursart som beskrevs av Albert Vandel 1973. Chaetophiloscia grayi ingår i släktet Chaetophiloscia och familjen Philosciidae. Inga underarter finns listade i Catalogue of Life.